# Institut français de Tunisie
Pour les articles homonymes, voir IFT.
L'Institut français de Tunisie (IFT) fait partie du réseau mondial des instituts français. Le bureau principal est situé à Tunis en Tunisie, tandis que deux antennes locales complètent son réseau à Sousse et Sfax.

## Historique
Le statut de l'IFT en tant qu'organisme est mis à jour et finalisé en 2011 dans le cadre d'une réforme mondiale du réseau culturel et de coopération du ministère français des Affaires étrangères et européennes initiée par la loi du 27 juillet 2010, en remplacement des activités culturelles françaises qui, dans le pays, étaient jusque-là réunies au sein de l'association Culturesfrance.
Cette réorganisation apporte une meilleure unité et une plus grande simplicité de gestion : les services de coopération universitaire, éducative, linguistique et culturelle de l'ambassade de France fusionnent ainsi pour devenir l'Institut français de Tunisie. Ils entretiennent des liens étroits avec le consulat général ainsi que le bureau de l'Alliance française dans le pays.

## Rôle
La coopération française en Tunisie, pilotée par le Service de coopération et d'action culturelle, constitue le principal instrument de cette coopération bilatérale et occupe une place centrale dans les relations entre la France et la Tunisie. Il poursuit cinq objectifs majeurs qui s'inscrivent dans la dynamique de la révolution tunisienne de 2011 :
- Développer les liens entre les sociétés civiles tunisienne et française ;
- Appuyer le processus démocratique et l'affermissement de l'État de droit ;
- Développer les échanges culturels entre la France et la Tunisie ;
- Promouvoir la langue française ;
- Contribuer à la formation, à l'emploi et au développement économique et social de la Tunisie.

Les dix centres de langue ainsi que les entreprises partenaires de l'Institut français en Tunisie reçoivent chaque année 11 000 enfants, étudiants, adultes et professionnels pour des cours et examens de français, donnés par près de 200 professeurs permanents. Ces centres professionnels délivrent 1 800 certifications de langue chaque année.
La collaboration économique, technique et technologique entre la France et la Tunisie s'étend entre autres aux sciences, aux domaines des technologies de l'information et de la communication et à la formation des jeunes professionnels. Les pôles de recherche scientifiques de l'Institut de recherche pour le développement (présent en Tunisie depuis 1957) et de l'Institut de recherche sur le Maghreb contemporain sont aussi basés à Tunis,.
L'Institut français propose diverses activités culturelles, en plus des cours et classes de français. Ainsi, les centres culturels de l'institut participent à la scène culturelle locale, en créant des évènements à visée nationale, régionale ou locale, selon les projets. L'IFT propose ainsi quelques centaines d'évènements culturels annuels répartis entre ses trois antennes. L'IFT participe également à des évènements externes, dans le cadre de la promotion de la culture et des échanges entre la France et la Tunisie, et développe des partenariats avec d'autres entités gouvernementales ou non gouvernementales.

## Antenne de Tunis

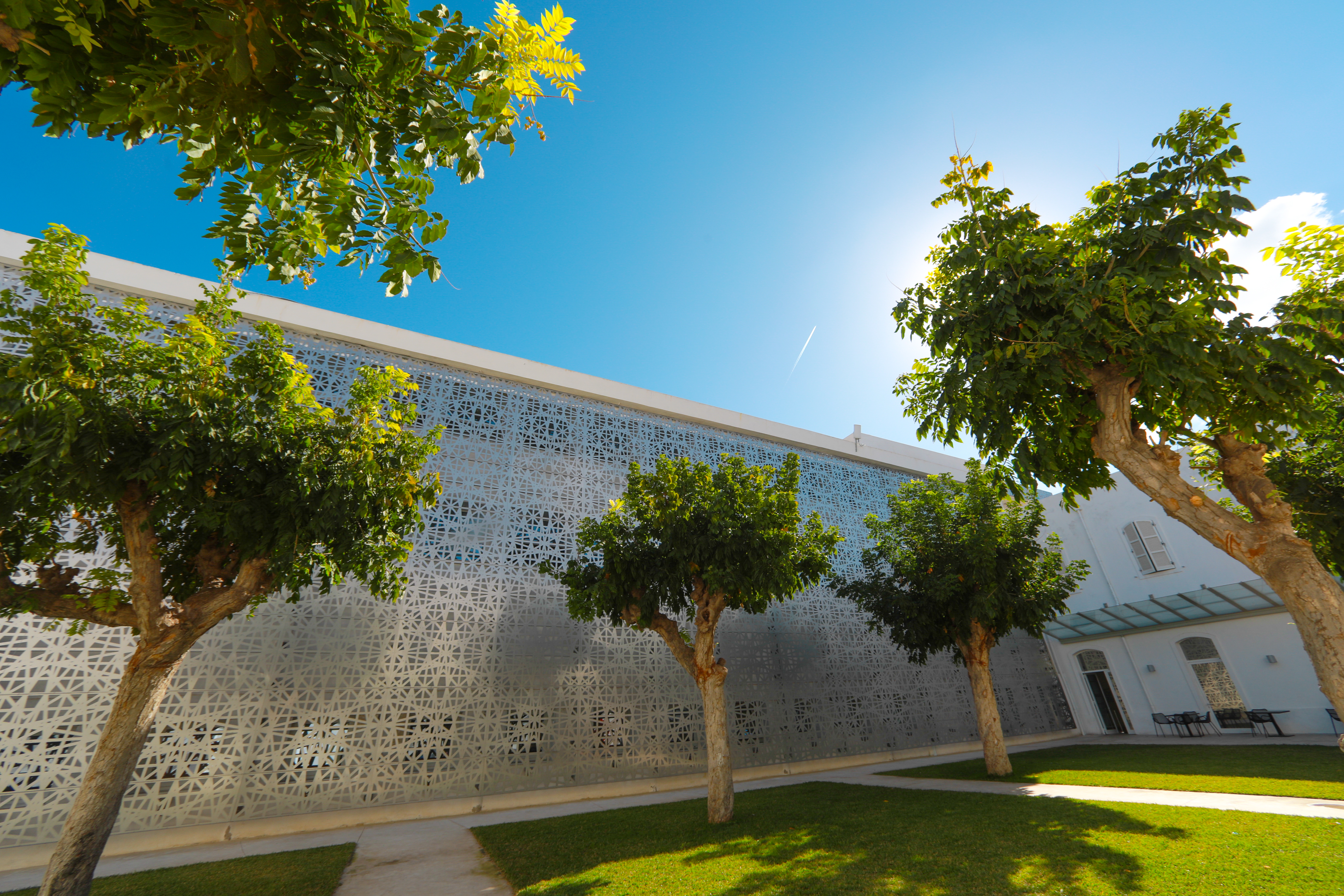
Cour de l'Institut français de Tunisie.

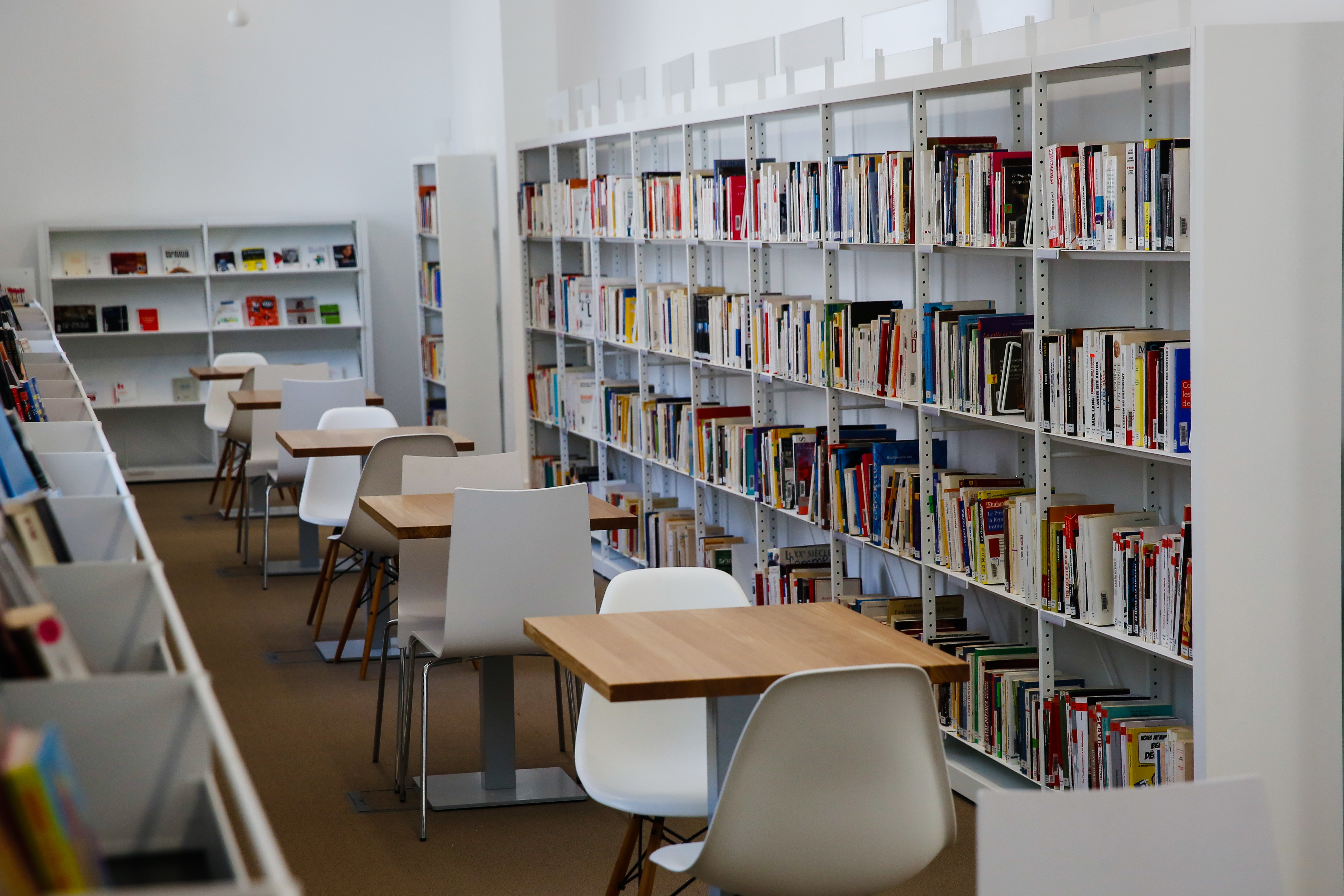
Médiathèque de l'Institut français de Tunisie.

L'antenne principale du pays a son quartier général sur l'avenue de Paris, dans le centre de la capitale tunisienne, près de la station de métro Ibn Rachiq. Elle dispose d'une salle de spectacle et propose annuellement des conférences, tables-rondes, concerts, représentations théâtrales et séances de cinéma.
Sa bibliothèque-médiathèque de Tunis, portant le nom de Charles de Gaulle, compte 3 000 abonnés réguliers.

## Antenne de Sousse

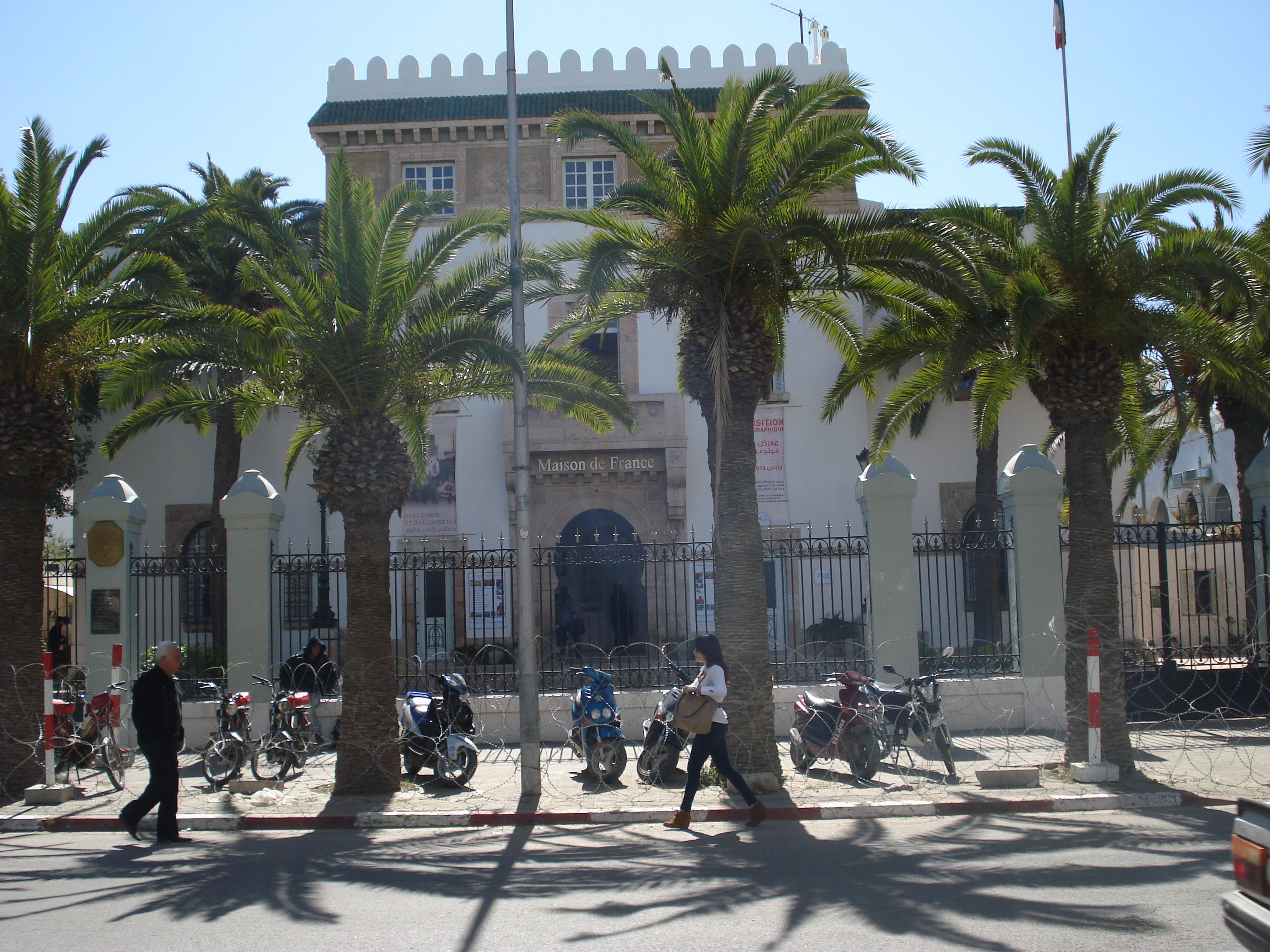
Façade de la Maison de France à Sfax.

L'antenne de Sousse est un relais culturel de l'Institut français ouvert en 1993. Elle propose une médiathèque de 11 000 ouvrages, 1 200 vidéos et DVD, ainsi que 850 CD musicaux.
Elle est basée au numéro 4 de la rue des Jasmins.

## Antenne de Sfax
Basée dans une bâtisse de style colonial datant de 1841, la Maison de France, antenne de l'Institut français à Sfax, date officiellement de 1973. À cette époque, c'est un « relais culturel » annexé au consulat de France. Puis le centre culturel se développe et prend son autonomie en 1989.
Sa médiathèque dispose de 20 000 documents, d'un accès gratuit à Internet, d'une culturethèque en ligne, d'une salle de lecture ou de projection, d'une salle multimédia et d'un coin jeunesse.